# カテヌリスポラ属
カテヌリスポラ属（Catenulispora）は真正細菌の放線菌門放線菌綱カテヌリスポラ目カテヌリスポラ科の属である。
2023年現在、カテヌリスポラ科に記述されている唯一の属である。

## 名称
Catenulisporaは、ラテン語で「小さな鎖」を表す女性名詞"catenula"と、ギリシャ語で「種」を表す女性名詞"spora"を組み合わせた造語であり、「胞子の細い鎖」を意味する。

## 特徴
分枝菌糸を形成するグラム陽性、非抗酸性、非運動性、好気性細菌である。円筒形の有節胞子で鎖を形成された非断片的な栄養菌糸と気中菌糸を生成する。絶対好酸性であり、生育には6.2以下のpHを要する。中温性であり、最適な成育温度は22–28℃である。適切な培地として、酸性酵母エキス–麦芽エキス寒天培地及び酸性オートミール寒天培地が示されている。細胞壁ペプチドグリカンはLL-ジアミノピメリン酸(II-A2pm)、グリシン、グルタミン酸、アラニンを含む。全細胞糖として、グルコース、キシロース、リボース、ラムノース、アラビノースが検出され、特にアラビノースの検出量は大きい。細胞壁の糖鎖にはマンノースとラムノースが検出される。脂肪酸プロファイルではi-C16:0とai-C17:0が支配的である。優勢なメナキノンはMK-9(H6)とMK-9(H4)であるが、MK-9(H8)も検出される。極性脂質として、ホスファチジルグリセロール、ジホスファチジルグリセロール、ホスファチジルイノシトール、ホスファチジルイノシトールマンノシド、及び2つの未知のリン脂質が検出されるが、ホスファチジルエタノールアミンとホスファチジルコリンは検出されない。DNAのGC含量は69-72mol%である。

## 歴史
- 2006年に、伊ジェレンツァーノの森林地帯から採取された土壌サンプルからの放線菌のスクリーニング（放線菌は、抗生物質等の有用な二次代謝産物を産生する菌株を多く擁することが知られており、有用な菌株のスクリーニングが世界中でよく行われている）によって、カテヌリスポラ・アシディフィラ(Catenulispora acidiphila)が発見されたことが報告され、同時に、放線菌目の新属としてカテヌリスポラ属と新科としてカテヌリスポラ科（Catenulisporaceae）が提案された。同年、カテヌリスポラ属と近縁なActinospica属が発見されてActinospicaceae科も新規提案され、2つの科を収容する放線菌目の新亜目としてカテヌリスポラ亜目（Catenulisporineae）が提案された[16]。
- 2007年に独立行政法人製品評価技術基盤機構（NITE）が、秋田県大館市で採取した森林土壌サンプルからの好酸性放線菌のスクリーニングによってカテヌリスポラ・ルブラ(Catenulispora rubra)を発見したことを報告した。
- 2008年にNITEが、沖縄県の西表島及び石垣島の水田土壌からCatenulispora subtropicaを、千葉県養老渓谷の森林土壌からCatenulispora yoronensisを発見したことを報告した[14]。
- 2012年に、韓国潭陽郡で採取されたハチク(Phyllostachys nigra var. henonis)の根圏土壌からのカテヌリスポラ・グラミニス(Catenulispora graminis)の発見が報告された[6]。
- 2015年に、放線菌綱にカテヌリスポラ目(Catenulisporales)が新設され、カテヌリスポラ属を含んだカテヌリスポラ亜目はそこへ移動した[17]。
- 2016年に、韓国忠清南道で採取された森林土壌サンプルからのカテヌリスポラ・フルバ(Catenulispora fulva)の発見が報告された[4]。
- 2021年に、ポーランドの森林土壌からのCatenulispora pinistramentiの発見が報告された[10]。